# エムビーエス
株式会社エムビーエスは、山口県宇部市に本社を置く研磨と特殊コーティング剤による外装・内装リフォームの会社。東京証券取引所グロース市場及び福岡証券取引所Q-Board市場上場銘柄のひとつである（証券コードは1401）。

## 沿革
- 1993年1月 - 足場業として創業。
- 1996年6月 - 有限会社アクアビギを設立。
- 1998年2月 - 商号を有限会社エムビーエスに変更。
- 2001年7月 - 株式会社エムビーエスに改組。
- 2002年5月 - 本社を山口県宇部市神原町に移転。
- 2004年4月26日 - 福岡証券取引所Q-Boardへ上場。
- 2006年7月 - 本社を山口県宇部市小串に移転。
- 2015年
  - 8月13日 - 東京証券取引所マザーズへ上場。
  - 9月 - 久留米支店を福岡県久留米市に開設。
- 2016年
  - 2月 - 福山支店を広島県福山市引野町に移転。
  - 3月 - 名古屋支店を愛知県名古屋市に開設。
  - 12月 - 岡山支店を岡山県岡山市に開設。
- 2017年
  - 4月 - 本社及び研究所を山口県宇部市西岐波に移転。
  - 6月 - 浜松支店を静岡県浜松市に開設。